# Thịnh Đán
Thịnh Đán là một phường thuộc thành phố Thái Nguyên, tỉnh Thái Nguyên, Việt Nam.

## Địa lý
Phường Thịnh Đán nằm ở khu vực trung tâm thành phố Thái Nguyên, có vị trí địa lý:
- Phía đông giáp phường Tân Lập
- Phía tây giáp xã Quyết Thắng
- Phía nam giáp xã Thịnh Đức
- Phía bắc giáp phường Tân Thịnh.

Phường Thịnh Đán có diện tích 6,16 km², dân số năm 2004 là 7,866 người, mật độ dân số đạt 1.277 người/km².

## Lịch sử
Trước đây, Thịnh Đán là một xã thuộc huyện Đồng Hỷ.
Ngày 2 tháng 4 năm 1985, Hội đồng Bộ trưởng ban hành quyết định số 102-HĐBT sáp nhập xã Thịnh Đán vào thành phố Thái Nguyên.
Ngày 8 tháng 4 năm 1985, Hội đồng Bộ trưởng ra Quyết định số 109-HĐBT thành lập phường Tân Thịnh trên cơ sở một phần diện tích và dân số của xã Thịnh Đán.
Ngày 1 tháng 9 năm 2004, Chính phủ ban hành Nghị định số 14/2004/NĐ-CP. Theo đó:
- Thành lập phường Thịnh Đán trên cơ sở 466,95 ha diện tích tự nhiên và 7.866 người của phường Tân Thịnh; 128,96 ha diện tích tự nhiên của xã Thịnh Đức và 20,27 ha diện tích tự nhiên của xã Thịnh Đán
- Đổi tên xã Thịnh Đán thành xã Quyết Thắng.

Đến năm 2019, phường Thịnh Đán được chia thành 23 tổ dân phố, đánh số từ 1 tới 23.
Ngày 11 tháng 12 năm 2019, sáp nhập một phần của năm tổ dân phố 1, 2, 3, 19, 22 thành tổ dân phố 1, sáp nhập phần còn lại của ba tổ dân phố 1, 2, 3 thành tổ dân phố 2, sáp nhập hai tổ dân phố 4, 5 và một phần của hai tổ dân phố 22, 23 thành tổ dân phố 3, sáp nhập hai tổ dân phố 6, 7 và một phần tổ dân phố 10 thành tổ dân phố 4, sáp nhập hai tổ dân phố 8 và 9 thành tổ dân phố 5, sáp nhập một phần của hai tổ dân phố 11 và 12 thành tổ dân phố 6, sáp nhập hai tổ dân phố 13 và 14 thành tổ dân phố 7, sáp nhập ba tổ dân phố 15, 16, 17 và phần còn lại của tổ dân phố 21 thành tổ dân phố 8, sáp nhập hai tổ dân phố 18 và 20 thành tổ dân phố 9, sáp nhập phần còn lại của hai tổ dân phố 21 và 22 thành tổ dân phố 10, sáp nhập phần còn lại của bốn tổ dân phố 10, 11, 12, 23 thành tổ dân phố 11.

## Hành chính
Phường Thịnh Đán được chia thành 11 tổ dân phố: 1, 2, 3, 4, 5, 6, 7, 8, 9, 10, 11.

## Kinh tế - xã hội
Trên địa bàn phường có tuyến tỉnh lộ 260 nối trung tâm thành phố Thái Nguyên và huyện Đại Từ chạy qua. Ngoài ra, còn có tuyến tỉnh lộ 263 nối với xã Tân Cương và xã Phúc Trìu, kéo dài đến đập hồ Núi Cốc thuộc thành phố Thái Nguyên. Tuyến đường tránh thành phố Thái Nguyên cũng đi qua địa bàn phường
Trên địa bàn phường Thịnh Đán có một số cơ sở giáo dục và y tế như bệnh viện A Thái Nguyên, bệnh viện y học cổ truyền, bệnh viện tâm thần, trường cao đẳng sư phạm, trường cao đẳng y tế Thái Nguyên.